# 외도초등학교
외도초등학교는 대한민국 제주특별자치도 제주시 외도2동에 있는 공립 초등학교이다.

## 학교 연혁
- 1939년 6월 3일 외도공립심상소학교 개교
- 1941년 4월 1일 외도공립국민학교로 개칭
- 1948년 1월 14일 제주 4·3 사건으로 교사 전소
- 1951년 6월 1일 외도국민학교로 개칭
- 1982년 1월 26일 병설유치원 설립 인가(1학급)
- 1994년 3월 1일 12학급 편성(특수학급 포함)
- 1996년 3월 1일 외도초등학교로 개칭(일반학급 12, 특수학급 1)
- 1997년 12월 24일 꿈나무 체육관 준공
- 2001년 12월 11일 우정관(급식소) 준공
- 2002년 11월 12일 유치원 1학급 증설 인가(2학급 편성)
- 2003년 3월 1일 30학급 편성(특수학급 포함)
- 2008년 2월 25일 장애인용 엘리베이터 설치(1실)
- 2008년 3월 1일 인조잔디운동장 및 우레탄 트랙 설치
- 2011년 3월 1일 외도초등학교 도평분교가 도평초등학교로 승격
- 2012년 3월 1일 47학급 편성(특수학급 포함)
- 2014년 3월 1일 초등돌봄교실 개설(전용교실 1, 겸용교실 3)
- 2014년 3월 1일 7학급 증설, 54학급편성(특수학급 포함)
- 2015년 10월 3일 꿈나래관(다목적 강당) 개관
- 2016년 9월 1일 제38대 홍상국 교장 부임
- 2016년 9월 30일 다목적강당(체육관)연결 비가림 설치
- 2017년 2월 10일 제73회 졸업 249명(총 8,299명)
- 2017년 3월 1일 셉테드[CPTED] 시범학교 운영
- 2017년 9월 1일 자바라 정·후문 설치
- 2018년 1월 1일 제74회 졸업 255명(총 8,555명)
- 2018년 2월 8일 꿈나래관(다목적강당) 냉·난방기 설치
- 2018년 2월 8일 운동장 비구 방지용 펜스 설치
- 2018년 2월 8일 운동장 서쪽 스탠드, 비가림 및 급식소 엘리베이터 설치
- 2018년 3월 1일 교육부요청 도지정 안전교육 연구학교(2년간) 지정
- 2018년 3월 1일 54학급 편성(특수학급 1학급 포함)
- 2018년 3월 1일 교통사고 예방을 위한 옐로카펫 설치(후문사거리 횡단보도 앞)
- 2018년 10월 27일 인조잔디구장 및 우레탄트렉 교체
- 2019년 1월 30일 제75회 졸업 255명(총 8,810명)
- 2019년 3월 1일 교육부요청 도지정 안전교육 연구학교(2년차)
- 2019년 3월 1일 54학급 편성(특수학급 1학급 포함)
- 2019년 3월 1일 제39대 이금남 교장 부임
- 2019년 5월 31일 병설유치원 건물 증축, 사학급 편성 및 개원
- 2020년 1월 10일 제76회 졸업 297명(총 9,106명)

## 참고 자료
- 외도초등학교 - 한국교육학술정보원 학교알리미